# Cases Ripoll
Les Cases Ripoll són dos edificis contigus del passeig de Sant Antoni (Tarragona), obra de l'arquitecte modernista Josep Maria Pujol de Barberà. Estan protegits com a béns culturals d'interès local.
Originàriament, es tractava d'un conjunt de tres edificacions de caràcter modernista, del qual el central fou enderrocat per construir un edifici d'habitatges de sis plantes per l'arquitecte Vicente Bonet i Lluís Nadal el 1970.
La casa pertanyia a la família del senyor Leandro Ripoll; tots els seus membres es desplaçaven a ella des de Barcelona per estiuejar. L'edifici original era molt més gran que l'actual i oferia una estètica que avui ens costa endevinar per certs canvis constructius experimentats en 1970, quan es va enderrocar la part central per bastir-hi un bloc de cases de nova planta, promocionada per la família Ixart.
De la casa construïda el 1913 per l'arquitecte Josep Maria Pujol de Barberà, s'ha perdut gran part del conjunt arquitectònic originari. En realitat, en resten les dues cases que formaven els laterals d'un gran casalici; tenia jardins, horts, pistes de tennis, cotxeres menats per uns servents que vivien a la residència.
L'edifici que inicia el Passeig de la Diputació, es un supervivent del pas dels anys. És una casa de tres plantes on hi destaquen les motllures corbades que guarneixen les finestres, els esgrafiats a la part superior de l'edifici i el repartiment de faixes verticals al coronament del bloc d'habitatges. Tot plegat evidencien la plasmació d'un modernisme molt elegant i d'una plàstica molt mesurda.
A l'altre extrem de l'edifici n'hi ha un altre que resulta molt emblemàtic (estan separats per un bloc d'habitatges moderns), de dues plantes i amb una torre coronada per una cúpula.
De la configuració original en ressaltava també una tribuna imprescindible per poder guaitar cap al mar i gaudir-lo quan aquella zona no s'havia urbanitzat i estava envoltada de camps de conreu. Per això, malgrat que l'entrada de l'edifici és al Passeig de la Diputació, la façana més atractiva estilísticament és la que mira al mar.

## Casa Ripoll I

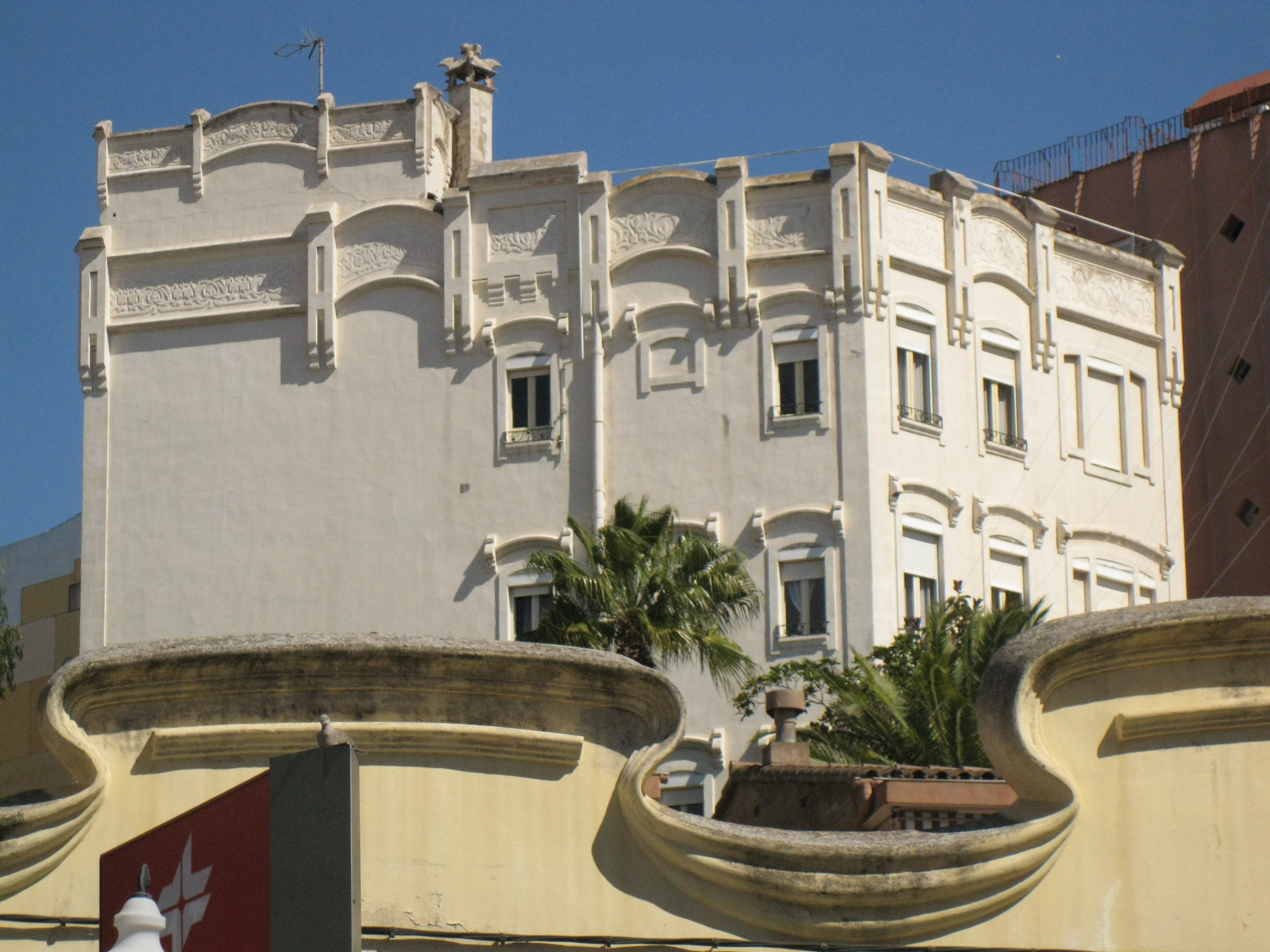
Casa Leandre Ripoll I

Edifici aïllat que marca el principi del passeig de Sant Antoni, al número 17.
De planta baixa, dues plantes i torre, integra un conjunt de tres, dels quals el central va ser enderrocat. Totes les façanes presenten un tractament similar. La torre no és significativa en cap d'elles, ja que se separa de quasi tot el desenvolupament de la façana. El treball major està a la part alta de l'edifici i a la torre i barret de fumera, amb relleus i esgrafiats.
L'edifici està plantejat de manera simètrica, si bé aquesta simetria queda trencada amb la disposició de finestres trigeminades a un extrem. La façana està molt decorada, especialment els trencaaigües i la cornisa superior amb esgrafiats. El mateix treball de qualitat dels elements d'arquitectura els trobem al treball del ferro, especialment les reixes i baranes de les finestres, malgrat que s'han perdut a la porta baixa a l'esquerra. Als anys 80 fou rehabilitat el seu interior i exterior.

## Casa Ripoll II

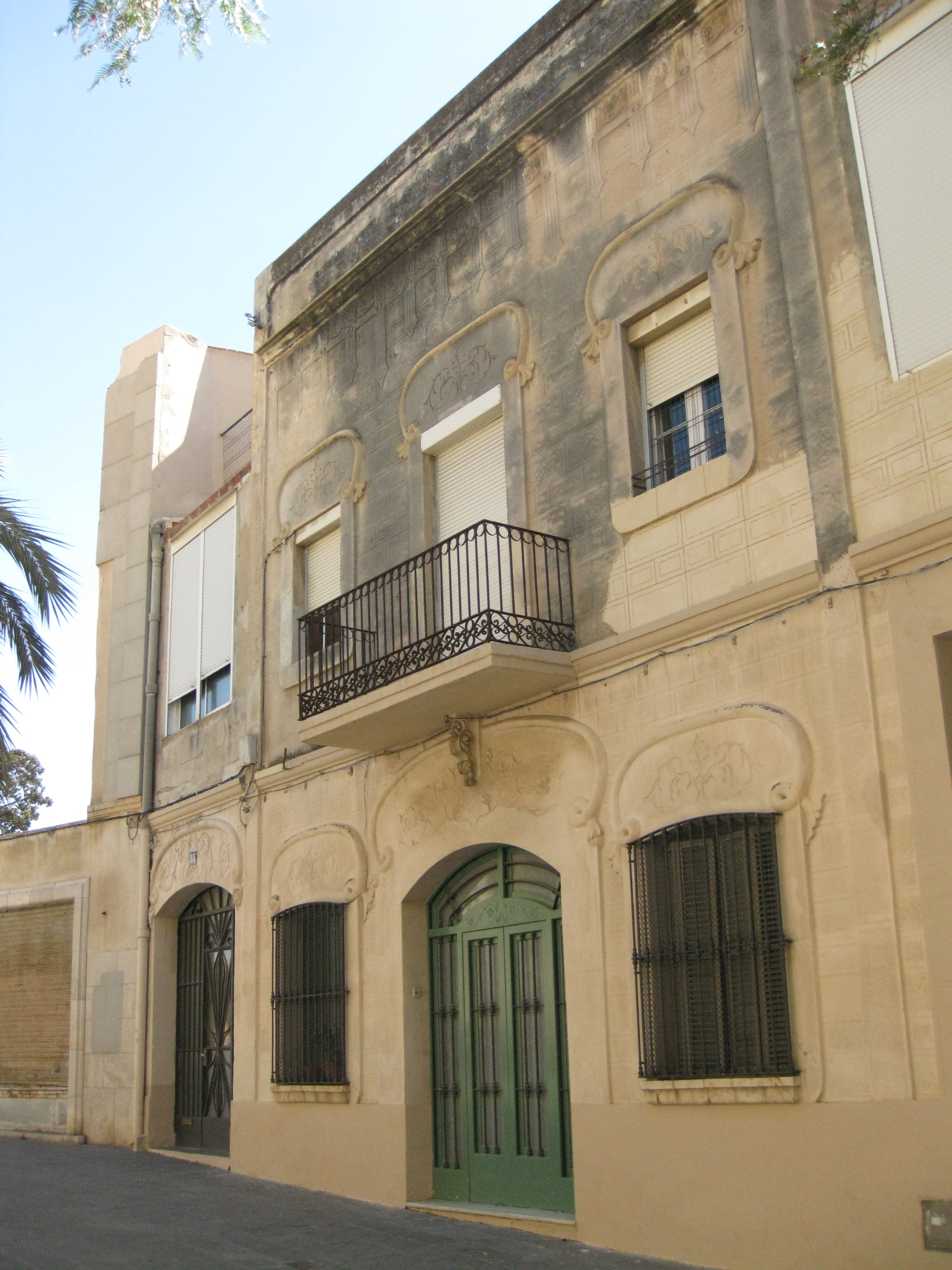
Casa Leandre Ripoll II

En el número 15 es troba aquest edifici, tipus xalet, avui dia absorbit per construccions de major alçada que l'envolten. Es troba en un estat de conservació regular degut a les reformes i afegitons.
Consta de planta baixa i un pis d'alçada, amb una torre oberta d'una planta més a la façana posterior. Les façanes presenten característiques diferents: la principal, que dona a la via pública, és sòbria, mentre que la posterior està revestida amb ceràmica de tonalitats blaves, tant a l'angle de la torre com a la part alta, del cos principal a la tribuna.
L'edifici està plantejat de manera simètrica amb quatre buits, però es vol destacar l'extrem amb la col·locació de la torreta. La façana està molt decorada, especialment els trencaaigües, els detalls esgrafiats i la utilització de ceràmica vidrada. Trobem un balcó a la part central de la casa, just damunt d'on hi ha la porta d'entrada, al costat de la qual hi ha dues finestres rectangulars simètriques. Fa poc temps s'ha restaurat la torreta. A la zona del pati cal destacar el porxo.

## Història
En fou promotor Joan Ripoll i Usón. El disseny és obra d'en Josep M Pujol de Barberà, l'obra de la Casa I fou aprovada el 1910, mentre que la casa II és de 1913. No havent canviat la funció per a la qual fou construït, va ser afegida amb posterioritat la galeria porxada amb balustrada que es troba a cada banda de la façana posterior.
En ambdues decoracions de la casa d'en Ripoll trobem un disseny modernista molt singular i la seva disposició i volums estan
perfectament integrats amb el paisatge (Pretori i Passeig de Sant Antoni).